# Morhet
Morhet is een dorp in de Belgische provincie Luxemburg en een deelgemeente van Vaux-sur-Sûre. In de deelgemeente liggen ook de dorpen en gehuchten Remience en Rosières, bestaande uit Rosière-la-Grande en Rosière-la-Petite.

## Geschiedenis
Op het eind van het ancien régime werd Morhet een gemeente. In 1823 werd buurgemeente Rosières, ten zuiden van Morhet, opgeheven en bij Morhet aangehecht.
In 1971 werd Morhet een deelgemeente van de nieuwe gemeente Vaux-sur-Sûre.

## Demografische ontwikkeling
- Bronnen:NIS, Opm:1831 tot en met 1970=volkstellingen
- 1970: Aanhechting bij Vaux-les-Rosières

## Bezienswaardigheden
De Église Saint-Denis
Deelgemeenten: Hompré · Juseret · Morhet · Nives · Sibret · Vaux-lez-Rosières

Overige dorpen en gehuchten: Assenois · Belleau · Bercheux · Chaumont · Chenogne · Clochimont · Cobreville · Grandru · Jodenville · La Barrière · Lavaselle · Lescheret · Mande-Sainte-Marie · Morhet-Station · Poisson-Moulin · Remichampagne · Remience · Remoiville · Rosières · Salvacourt · Sûre · Villeroux 

Belgische gemeenten · Arrondissement Neufchâteau · Luxemburg · Wallonië